# Alexander L. Rosenberg
Alexander Lwowitsch Rosenberg, russisch Александр Львович Розенберг (* 1946; † 2012), war ein sowjetisch-US-amerikanischer Mathematiker.
Rosenberg promovierte 1973 an der Lomonossow-Universität bei Yuri Manin. Er verließ die Sowjetunion um 1987, ging zunächst an die Universität Stockholm und war zuletzt Professor an der Kansas State University.
Er befasste sich mit Funktionalanalysis und Darstellungstheorie (u. a. Beiträge zur Tannaka-Dualität) und nichtkommutativer algebraischer Geometrie. Ein grundlegendes Resultat ist darin der Rekonstruktionssatz von Pierre Gabriel (1962, Beweis unter einschränkenden Annahmen) und Rosenberg: ein kommutatives Schema ist bis auf Isomorphie durch die abelsche Kategorie quasikohärenter Garben auf dem Schema bestimmt. Rosenberg benutzte für den Beweis sein Konzept des Spektrums einer abelschen Kategorie als topologischer Raum mit einem Stack lokaler Kategorien und seine Konstruktion eines geometrischen Zentrums dieses Raums, so dass sich ein topologischer Raum mit einer Garbe lokaler kommutativer Ringe mit Einselement ergibt. Diese Konzept des Spektrums einer abelschen Kategorie (Rosenbergs Spektrum) wiederum baut auf seiner früheren Konstruktion des Links-Spektrums eines Rings auf, das er zuerst auf einer Konferenz in Baikal 1981 vorstellte. 2003 veröffentlichte er eine neue Version seines Spektrums, so dass der Rekonstruktionssatz ohne eine Quasikompaktheits-Bedingung gilt, die er aufgrund eines Gegenbeispiels von Ofer Gabber einführen musste. Daraus entwickelte sich seine Beschäftigung mit nichtkommutativer algebraischer Geometrie, unter anderem mit einer Definition eines nichtkommutativen Schemas. Zuletzt gab er eine Theorie nichtabelscher derivierter Funktoren einschließlich einer neuen Version algebraischer K-Theorie.
Er ist nicht mit dem Mathematiker Alex Rosenberg zu verwechseln.

## Schriften (Auswahl)
- Noncommutative Affine Semischemes and Schemes, "Seminar on Supermanifolds", Vol. 26, S. 1–317. Reports of Dept. of Math, of Stockholm Univ. 1988
- The left spectrum, the Levitzki radical, and noncommutative schemes, Proc. Nat. Acad. Sci. U.S.A., Band 87, 1990, S. 8583–8586. PMC 55001 (freier Volltext)
- The Spectrum of the Algebra of Skew Differential Operators and the Irreducible Representations of the Quantum Heisenberg Algebra. Commun. Math. Phys., Band 142, 1991, S. 567–588, Project Euclid
- The unitary irreducible representations of the quantum Heisenberg algebra, Comm. Math. Phys., Band 144, 1992, S. 41–51, Project Euclid
- Noncommutative local algebra, Geom. Funct. Anal., Band 4, 1994, S. 545–585
- Noncommutative algebraic geometry and representations of quantized algebras, Kluwer 1995, ISBN 0-7923-3575-9
- mit M. Kontsevich: Noncommutative smooth spaces, The Gelfand Mathematical Seminars, 1996–1999, 85–108, Gelfand Math. Sem., Birkhäuser, Boston 2000, S. 85–108, arxiv:math/9812158
- The spectrum of abelian categories and reconstructions of schemes, in: Rings, Hopf Algebras, and Brauer groups, Lectures Notes in Pure and Appl. Math. 197, Marcel Dekker, New York, 1998, S. 257–274 (und Preprint Max-Planck-Institut für Mathematik 1996-108)
- Noncommutative schemes, Compositio Mathematica, Band 112, 1998, S. 93–125
- Selected Papers on noncommutative geometry, New Prairie Press 2014, Online

Preprints beim Max-Planck-Institut für Mathematik Bonn:
- Underlying spaces of noncommutative schemes, MPIM 2003-111,
- mit Kontsevich: Noncommutative spaces, preprint MPI-2004-35
- mit Kontsevich: Noncommutative spaces and flat descent, MPI-2004-36
- mit Kontsevich: Noncommutative stacks, MPI-2004-37
- Homological algebra of noncommutative ‘spaces’ I, MPIM 2008-91.
- Topics in noncommutative algebraic geometry, homological algebra and K-theory,  MPIM Bonn 2008-57